# Aeroportul Nuevo Casas Grandes
Aeroportul Nuevo Casas Grandes (IATA: NCG, ICAO: MMCG) este un aeroport din Chihuahua, Mexic ce deservește zona Nuevo Casas Grandes⁠(d). A fost numit după zona deservită.
aeroportul dispune de o singură pistă. Este operat de Grupo Aeroportuario Centro Norte⁠(d).